# Convenzione di Vienna sulla segnaletica stradale
La Convenzione di Vienna sulla segnaletica stradale  è l'atto firmato nel 1968 a Vienna che ha lo scopo di uniformare la segnaletica stradale dei diversi stati firmatari.

## Segnaletica di pericolo
I segnali di pericolo servono ad avvertire della presenza di una situazione di pericolo che un conducente che guidi osservando le dovute norme di prudenza non sarebbe in grado di percepire tempestivamente.
La Convenzione prevede due differenti modelli per i segnali di pericolo generico denominati Aa e Ab
- Modello Aa: è un segnale a forma di triangolo equilatero avente un lato orizzontale il cui vertice opposto è orientato verso l’alto. Questo segnale ha il bordo rosso e lo sfondo bianco oppure giallo; i simboli presenti sul segnale sono neri o blu scuro.
- Modello Ab: è un segnale a forma di quadrato avente una diagonale perpendicolare al suolo (ovvero verticale). Questo segnale ha un bordo sottile di colore nero e lo sfondo giallo;  i simboli presenti sul segnale sono neri o blu scuro.

Al momento della firma della convenzione ogni stato contraente è obbligato ad informare il Segretario generale di quale modello intenda scegliere.
Di seguito viene mostrato un esempio dei possibili design ammessi della Convenzione per un segnale di pericolo (con riferimento al segnale "Carreggiata sdrucciolevole"):

Modello Aa con simbolo nero e sfondo bianco
Modello Aa con simbolo blu e sfondo bianco
Modello Aa con simbolo nero e sfondo giallo
Modello Aa con simbolo blu e sfondo giallo
Modello Ab con simbolo nero
Modello Ab con simbolo blu

## Segnali di prescrizione
I segnali di prescrizione hanno il compito di indicare agli utenti della strada i divieti, gli obblighi, le limitazioni e i comportamenti speciali che sono tenuti a rispettare.
I segnali di prescrizione si suddividono in segnali di precedenza, segnali di divieto o restrizione, segnali di obbligo e segnali di prescrizioni particolari.

### Segnali di precedenza
I segnali di precedenza servono ai indicare la precedenza tra le varie correnti veicolari in corrispondenza di intersezioni o strettoie. I design di tali segnali è piuttosto vario dato che alcuni segnali sono circolari, altri quadrati, altri triangolari o ottagonali.
Sono qui riportati alcuni esempi di segnali di precedenza

Dare la precedenza
Arresto all'incrocio (modello ottagonale)
Arresto all'incrocio (modello circolare)
Strada con diritto di precedenza
Fine strada con diritto di precedenza
Dare precedenza nei sensi unici alternati
Diritto di precedenza nei sensi unici alternati

### Segnali di divieto o restrizione
I segnali di divieto o restrizione servono a vietare ai conducenti una determinata manovra (ad esempio un sorpasso o il parcheggio) o a porre delle limitazioni al transito (ad esempio un limite di altezza); nel novero dei segnali di divieto o restrizione sono considerati anche i segnali che indicano la fine del divieto o della restrizione.
In generale i segnali di divieto o restrizione sono circolari: la maggior parte dei segnali presenta un bordo rosso e uno sfondo di colore bianco oppure giallo (o blu per i segnali che limitano la sosta e la fermata); alcuni segnali comprendono delle sbarre rosse (a volte opzionali altre volte obbligatorie a seconda del segnale) che vanno dall'estremità in alto a sinistra del segnale verso quella in basso a destra. I segnali di fine divieto o restrizione hanno un design diverso: i simboli sono di colore grigio mentre le barre oblique sono di colore nero o grigio e vanno dall'estremità in basso a sinistra del segnale verso quella in alto a destra.
Sono qui riportati alcuni esempi di segnali di divieto o restrizione:
- Segnale "Divieto di transito alle bicicllete"

Segnale con sfondo bianco, simbolo nero al di sotto della barra obliqua
Segnale con sfondo bianco, simbolo blu al di sotto della barra obliqua
Segnale con sfondo giallo, simbolo nero al di sotto della barra obliqua
Segnale con sfondo giallo, simbolo blu al di sotto della barra obliqua
Segnale con sfondo bianco, simbolo nero al di sopra della barra obliqua
Segnale con sfondo bianco, simbolo blu al di sopra della barra obliqua
Segnale con sfondo giallo, simbolo nero al di sopra della barra obliqua
Segnale con sfondo giallo, simbolo blu al di sopra della barra obliqua
Segnale con sfondo bianco, simbolo nero senza alcuna barra obliqua
Segnale con sfondo bianco, simbolo blu senza alcuna barra obliqua
Segnale con sfondo giallo, simbolo nero senza alcuna barra obliqua
Segnale con sfondo giallo, simbolo blu senza alcuna barra obliqua

- Segnale "Divieto di sosta e fermata"

Segnale con sfondo blu (riguardante sosta e fermata)

- Segnale "Fine del divieto di sorpasso"

Segnale con sfondo bianco e barra nera
Segnale con sfondo bianco e serie di strisce parallele nere
Segnale con sfondo bianco e barra grigia
Segnale con sfondo bianco e serie di strisce parallele grigie
Segnale con sfondo giallo e barra nera
Segnale con sfondo giallo e serie di strisce parallele nere
Segnale con sfondo giallo e barra grigia
Segnale con sfondo giallo e serie di strisce parallele grigie

### Segnali di obbligo
I segnali di obbligo servono ad obbligare i conducenti a compiere determinate manovre (come ad esempio una svolta) o a delimitare parti di strada alla cui percorrenza sono obbligati certe categorie di utenti della strada (ad esempio una pista ciclabile). I segnali di obbligo sono per lo più di forma circolare ma per quanto riguarda la colorazione ne esistono due modelli: secondo il primo modello i segnali hanno sfondo blu e simboli bianchi (o comunque chiari) mentre secondo l'altro modello hanno un bordo rosso, lo sfondo bianco e i simboli neri.
Si noti che i segnali di obbligo con bordo rosso, sfondo bianco o giallo e simboli neri o blu possono risultare identici ai segnali di divieto.
Di seguito viene mostrato un esempio dei possibili design ammessi della Convenzione per un segnale di obbligo (con riferimento al segnale "Direzione obbligatoria dritto"):

Segnale con sfondo blu e simbolo bianco
Segnale con bordo rosso, sfondo bianco e simbolo nero
Segnale con bordo rosso, sfondo bianco e simbolo blu
Segnale con bordo rosso, sfondo giallo e simbolo nero
Segnale con bordo rosso, sfondo giallo e simbolo blu

### Segnali di prescrizioni particolari
I segnali di prescrizioni particolari servono a stabilire le prescrizioni vigenti in particolari tipi di strade (sensi unici, autostrade, centri abitato, aree dove sono in vigore limiti zonali) o in corrispondenza di particolare infrastrutture come attraversamenti pedonali, ospedali o fermate di mezzi pubblici.
L'aspetto di questi segnali vari notevolmente a seconda della situazione a cui si riferiscono ma la loro forma è quadrata o rettangolare; per quanto riguarda il colore, generalmente tali segnali sono a fondo blu con simboli chiari oppure a fondo chiaro con simboli scuri.
Di seguito sono mostrati alcuni esempi di segnali di prescrizioni particolari:

Autostrada - variante a fondo blu
Autostrada - variante a fondo verde
Passaggio pedonale
Entrata in un centro abitato
Zona in cui è vietata la sosta
Fine della zona in cui è vietata la sosta
Parcheggio

## Segnali d'indicazione
I segnali d'indicazione si dividono in segnali d'informazione, di impianto o di servizio, in segnali di direzione, di picchettazione o d'indicazione e in pannelli aggiuntivi

### Segnali d'informazione, di impianto o di servizio
I segnali di informazione, di impianto o di servizio forniscono informazioni riguardo alla presenza di servizio o strutture quali alberghi, ostelli, posti di soccorso e altro. I segnali di questa categoria sono formati da rettangoli che riportano al loro interno un rettangolo bianco o giallo sul quale appare un simbolo nero o blu (o anche rosso in alcuni casi particolari) che rappresenta la struttura o il servizio al quale il segnale si riferisce.
Di seguito sono mostrati i possibili design ammessi della Convenzione per un segnale d'informazione, di impianto o di servizio (con riferimento al segnale "Telefono di emergenza"):

Segnale con sfondo blu, rettangolo bianco e simbolo nero
Segnale con sfondo blu, rettangolo bianco e simbolo blu
Segnale con sfondo blu, rettangolo bianco e simbolo rosso
Segnale con sfondo blu, rettangolo giallo e simbolo nero
Segnale con sfondo blu, rettangolo giallo e simbolo blu
Segnale con sfondo blu, rettangolo giallo e simbolo rosso
Segnale con sfondo verde, rettangolo bianco e simbolo nero
Segnale con sfondo verde, rettangolo bianco e simbolo blu
Segnale con sfondo verde, rettangolo bianco e simbolo rosso
Segnale con sfondo verde, rettangolo giallo e simbolo nero
Segnale con sfondo verde, rettangolo giallo e simbolo blu
Segnale con sfondo verde, rettangolo giallo e simbolo rosso

### Segnali di direzione, di picchettazione o d'indicazione
La seconda categoria di segnali di indicazione è costituita dai segnali di direzione, picchettazione o d'indicazione. A suo volta rale categoria è suddivisa altre sottocategorie: i segnali di preavviso (che avvertono in anticipo delle direzioni raggiungibili in corrispondenza di un incrocio stradale), i segnali di direzione (che indicano le direzioni da seguire per raggiungere una specifica destinazione e sono posti in corrispondenza degli incroci), i segnali di conferma (che indicano la distanza dalle prossime località che si incontreranno lungo la strada) e i segnali di indicazione (che forniscono indicazioni utili agli utenti della strada come ad esempio il fatto che una strada sia senza uscita, che un passo di montagna sia aperto o chiusa o che sia presente nelle vicinanze un sottopassaggio pedonale).
Per quanto riguarda la forma la Convenzione specifica, in maniera molto generale, che i segnali di tale categoria devono essere rettangolari o, nel caso dei segnali di direzione, rettangolari con un lato a forma di punta di freccia. Per quanto riguarda il colore, tali segnali possono essere sia a simboli e scritte chiare su sfondo scuro, sia a simboli e scritte scure su sfondo chiare; in aggiunta a ciò la convenzione precisa che i segnali che dirigono verso le autostrade dovrebbero essere a scritte bianche su fondo blu o verde e che i segnali temporanei possono recare scritte nere su sfondo giallo o arancione.
Di seguito sono mostrati alcuni esempi di segnali di direzione, picchettazione o d'indicazione

Segnale di direzione con scritte e simboli neri e fondo bianco
Segnale di direzione con scritte e simboli bianchi e fondo blu
Segnale di preavviso con scritte bianche e fondo blu
Segnale di preavviso con scritte nere e fondo bianco
Segnale di strada senza uscita
Sottopassaggio pedonale
Uscita d'emergenza

### Pannelli aggiuntivi
I pannelli aggiuntivi servono a completare le informazioni o le prescrizioni fornite dal segnale a cui vengono abbinati. Esempi di pannelli aggiuntivi sono quelli utilizzati per indicare la distanza o l'estesa di un pericolo o di una prescrizioni oppure quelli che servono ad escludere o obbligare solo alcune categorie dal rispetto di una prescrizione.
I pannelli aggiuntivi hanno forma rettangolare; per quanti riguarda il colore esistono sostanzialmente due modelli distinti:
- Modello con scritte e simboli scuri su sfondo chiaro: in questo caso le scritte e i simboli sono di colore nero o blu, il fondo del segnale è bianco o giallo e il bordo è di colore nero, blu o rosso.
- Modello con scritte e simboli chiari su sfondo scuro: in questo caso le scritte e i simboli sono di colore bianco o giallo, il fondo del segnale è nero o blu e il bordo è di colore bianco, giallo o rosso.

Di seguito sono mostrati alcuni esempi di pannelli aggiuntivi (con riferimento al pannello "Distanza") che mostrano alcune delle combinazioni di colori possibili

Pannello con fondo bianco, scritte nere e contorno nero
Pannello con fondo bianco, scritte nere e contorno blu
Pannello con fondo giallo, scritte nere e contorno nero
Pannello con fondo bianco, scritte blu e contorno rosso
Pannello con fondo nero, scritte gialle e contorno bianco
Pannello con fondo nero, scritte gialle e contorno rosso
Pannello con fondo blu, scritte bianche e contorno bianco